# Granarolo (Faenza)
Granarolo (Garnaròl auf Romagnol) ist eine Fraktion der italienischen Gemeinde (comune) Faenza in der Provinz Ravenna, Region Emilia-Romagna. Die Einwohnerzahl beträgt etwa 1.200, während in der Pfarre 1.760 Menschen leben. Granarolo ist damit die größte Fraktion von Faenza.

## Geographie
Granarolo liegt in der Po-Ebene etwa 10 Kilometer nordöstlich von Faenza und etwa eine halbe Autostunde südwestlich von Ravenna entfernt auf einer Höhe von 16 m s.l.m.

## Geschichte

### Älteste Zeugnisse
Archäologische Funde deuten darauf hin, dass das Gebiet mindestens seit der Römerzeit bewohnt war, auch wenn es sich nicht um eine echte städtische Siedlung handelte.
Der Name leitet sich von Granariolus fundus ab, was auf den vorherrschenden Weizenanbau zurückzuführen ist.
Die älteste geschichtliche Erwähnung von Granarolo geht auf das Jahr 1038 zurück, als Granariolum fundus von Kaiser Konrad II. dem Kloster Sant’Apollinare in Classe geschenkt wurde. Im Jahr 1138 schenkte der Erzbischof von Ravenna den Kamaldulensern von Faenza die Burg Zagonara und den „Granarolo-Wald“, damals ein überwiegend sumpfiges Gebiet, wie der größte Teil der Ebene der Romagna.
Wahrscheinlich befand sich der erste bewohnte Kern der Stadt an der römischen Kreuzung zwischen der heutigen Via Naviglio und der Via Pontevalle. In diesem Teil des Geländes stand die Kirche „matrice“ von Granarolo, wie aus einigen Testamenten aus den Jahren 1236 und 1252 hervorgeht. In letzterem tauchen der Name „Granarolo“ und die Kirche San Giovanni in einem Testament des Bischofs „Gualtiero di Faenza“ an die Kanoniker des Domes auf.

### Kastell Granarolo

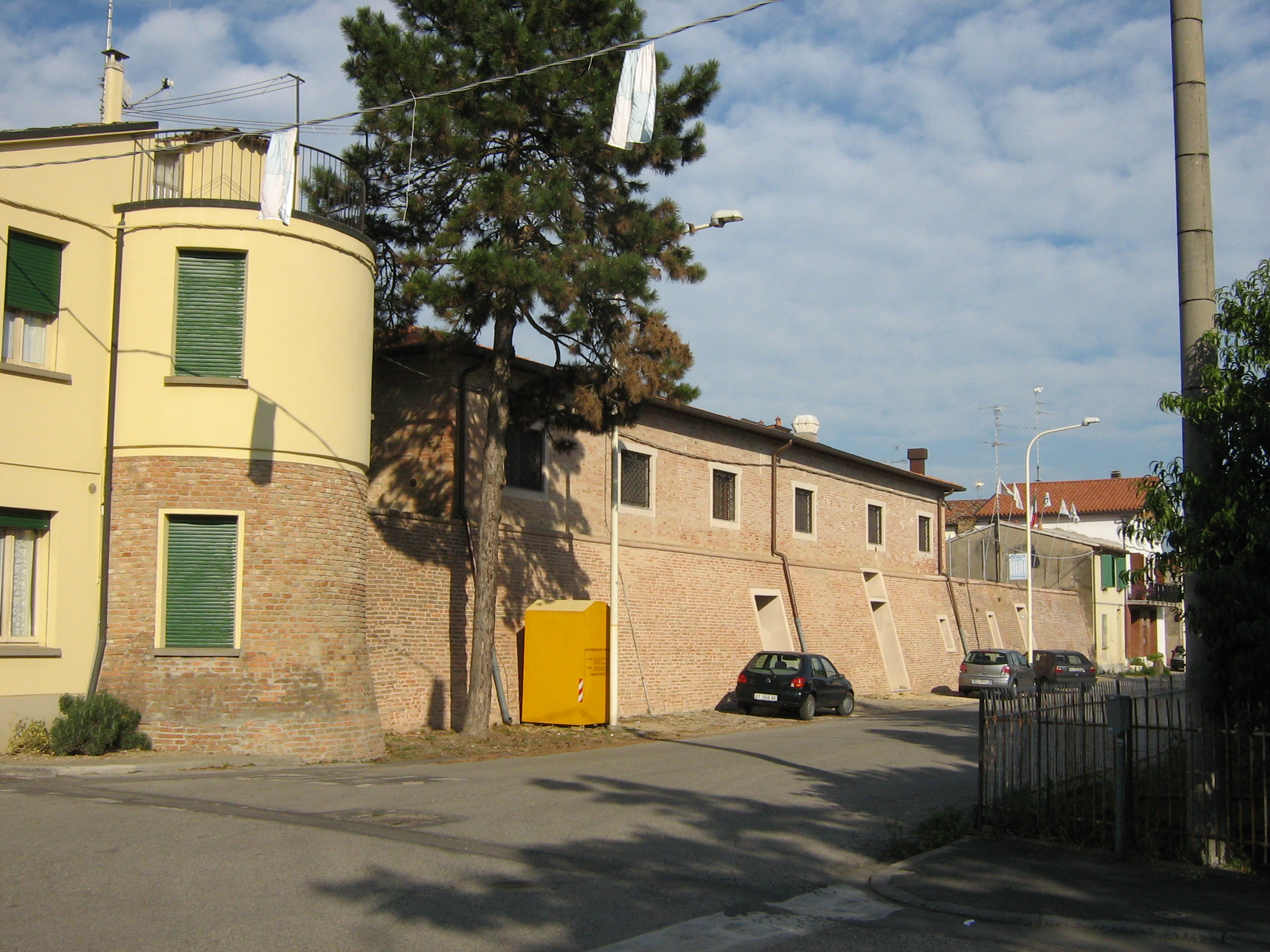
Bestehenden Mauern und Eckturm des ehemaligen castrum Granaroli

Aufgrund seiner strategischen Lage war Granarolo in der Vergangenheit das Ziel zahlreicher Auseinandersetzungen und Streitigkeiten.
- 1217 Erste Befestigungen durch die Bewohner von Faenza, um die Expansionsbestrebungen der Grafen von Cunio einzudämmen.
- 1241 Im Besitz von Raniero di Cunio.
- 1248 Im Besitz von Ottaviano Ubaldini, der es an die Einwohner von Faenza zurückgab.
- 1317 Francesco Manfredi, Herr von Faenza, ließ das „Castrum Granaroli“ (Schloss Granarolo) als Vorposten zur Verteidigung seiner Stadt und zur Überwachung der Hauptverbindungsstraße zum Tal errichten. Das Schloss wurde auf einem Grundstück errichtet, das Manfredi von den Grafen von Cunio, den Herren von Barbiano, östlich einer kleinen, bereits bestehenden ländlichen Siedlung erhalten hatte. Die rechteckigen Mauern maßen 170 × 120 Meter. An den vier Ecken des Geländes befanden sich vier runde Türme, die etwa 7 m hoch gewesen sein müssen. Zwei weitere Türme befanden sich in der Mitte der Längsseiten. Die Anlage bestand ursprünglich aus einer Holzpalisade, die später durch eine Mauer ersetzt wurde. Oben an den Mauern verlief ein 1,25 m breiter umlaufender Steg. Innerhalb der Stadtmauern entstanden bald Privatwohnungen: In einer Volkszählung aus dem Jahr 1371 wird eine „Villa Granaroli“ mit 64 „focularia“ erwähnt, d. h. Haushalte, die in der Lage waren, die „fumantaria“-Steuer zu zahlen. In der Burg wurde auch eine neue Kirche gebaut, die bald die außerhalb der Mauern verbliebene „matrice“-Kirche ersetzte. Im Laufe der Jahre verstärkte die Familie Manfredi die Burg durch den Bau einer imposanten Festung, die Ende des 18. Jahrhunderts abgerissen wurde.
- 1376 Eroberung durch den Söldner Giovanni Acuto im Auftrag des Heiligen Stuhls, aber kurz darauf Rückeroberung durch Astorre I. Manfredi aus Faenza.
- 1404 Im Besitz der Grafen von Cunio.
- 1405 Im Besitz von Alberico da Barbiano. Belagerung und Eroberung durch päpstliche Soldaten unter Führung von Kardinal Cossa.
- 1425 Erobert von den Mailändern.
- 1426 Im Besitz der Manfredi.
- 1477 Galeotto Manfredi gelingt es dank einer List, die in den Chroniken von Mittarelli und Tonduzzi beschrieben wird, die Festung zum Nachteil seines Bruders Carlo Manfredi, des rechtmäßigen Besitzers, in Besitz zu nehmen:

„Am 18. Oktober, einem Montag, befand sich Galeotto in der Pineta im Gebiet von Ravenna, wo er auf den Tod des im Sterben liegenden Karl gewartet hatte, um Faenza und seinen Bezirk in Besitz zu nehmen, und stieg um Mitternacht (d.h. an Ave Maria) von dort hinab und näherte sich dem Schloss von Granarolo und nahm es ein. In der vierten Stunde der Nacht öffnete Nicolò Zambrini von Longiano de Faventia, damals Vikar des Schlosses, das Tor des Schlosses und ließ die Brücke, auch Zugbrücke, herunter weil Giacomo de' Rambelli, ein Bauer, mit zwei Karren mit Waren (manche Quellen sagen Heu) zum Schloss kam. Darauf und dahinter hatte Giacomo einige Soldaten des besagten Galeotto versteckt und als der kühne Bauer auf der Zugbrücke war entfernte er die Ochsen von den besagten Wagen und blieb dort und die besagten Soldaten drangen in das Schloss ein und nahmen Nicolò da Longiano, den Vikar der sich rühmte sehr klug zu sein, gefangen und das Schloss wurde eingenommen“

Wie in der vorhergehenden Chronik berichtet, wurde die Burg von einem Kastellan oder Vikar verwaltet. Anhand einiger in der Bibliothek von Faenza aufbewahrter Dokumente lässt sich nachvollziehen, wie die Ernennung des Kastellans vonstattenging.
- 1478 Eroberung durch die Einwohner von Cotignola, die es an Galeotto Manfredi zurückgeben.
- 1495 Geplündert durch die Truppen von Karl VIII.
- 1501 Eroberung durch Cesare Borgia, bekannt als der Valentino.
- 1503 Im Besitz der Venezianer.
- 1509 Im Besitz des Kirchenstaates
- 1517 Geplündert von Francesco Maria I. della Rovere.

### Granarolo unter der Herrschaft der Kirche
Nach dem Vertrag von Utrecht ging Italien von der spanischen an die österreichische Herrschaft über. Nach einem Bericht des Pfarrers Domenico Farini war das Dorf für kurze Zeit (27. Dezember 1735 - Juni 1736) von einer Militärkompanie von 500 Deutschen (im Text „Alemannen“) besetzt, die von einem gewissen Maximilian Sevemberg und einem gewissen Grafen Puelle Lamieppe angeführt wurde. Die kleine Stadt (bei der Volkszählung von 1756, die etwas später stattfand, wurden 925 Einwohner gezählt) musste für die Unterbringung und Verpflegung der Soldaten sorgen: „Sie verursachten erhebliche Unruhen, um Quartiere, Lebensmittel und Futter zu beschaffen [...] Es gab viele Beschwerden, vor allem von den Landwirten.“
Im Jahr 1781 wurde der Abbruch der Festungsmauern angeordnet. Es sind jedoch einige Teile der Befestigungsanlagen erhalten geblieben, die in private Wohnhäuser integriert sind, die in der Nähe der Mauern errichtet wurden, und vor allem ein Bergfried mit mehreren Dutzend Metern Mauerlänge.
Im Jahr 1796 wurde Granarolo der päpstlichen Herrschaft entzogen und wie der Rest der Romagna von den Franzosen besetzt. Ab 1797 war sie Teil der Republik Cispadane, die später in Cisalpina umbenannt wurde. Die Stadt gehörte zum Departement Rubicone, das von Forlì aus regiert wurde. Im Jahr 1804 wurde sie eine autonome Gemeinde. Im Jahr 1816 wurde sie in die Gemeinde Cotignola eingegliedert und gehört seit 1828 bis heute zur Gemeinde Faenza.

### Die Ereignisse der Jahre 1959–60 im Zusammenhang mit dem Palio
Nachdem der Palio del Niballo in Faenza über Jahrhunderte abgeschafft war, wurde er im Jahr 1959 neu organisiert und findet seitdem jährlich statt. Bei dieser Gelegenheit begab sich ein Beamter der Stadtverwaltung nach Granarolo, um anzukündigen, dass das Dorf neben den anderen fünf Stadtteilen auch als eigenes Viertel teilnehmen würde.
Den Bewohnern von Granarolo gefiel dies aus prinzipiellen Gründen nicht: „Sie wollen Granarolo erobern“, lautete die Devise. Nach Zeitzeugen ging der Bürgermeister mit anderen Gemeindevorstehern in den Weiler, um sich über die Teilnahme am Preis zu verständigen, wurde aber von Studenten empfangen. Ermutigt vom örtlichen Barkeeper hatten viele der Dorfjungen in den Tagen zuvor alle verfügbaren Eier bei den Bauern der Umgebung eingesammelt, von denen einige bereits verfault waren. Als die städtische Delegation in einem offenen Lastwagen in Granarolo ankam, begannen die am Ufer des Naviglio-Kanals, der entlang der Straße nach Faenza verläuft, stationierten Burschen sie mit Eiern zu bewerfen. Als der Lkw in das Dorf einfuhr, wurde er mit weiteren Eiern aus den Fenstern der umliegenden Häuser beworfen. Die Delegation kehrte nach Faenza zurück, ohne etwas erreicht zu haben.
Im darauf folgenden Jahr, 1960, führten einige junge Leute aus Granarolo eine zweite Aktion durch. Auf Anraten des Kaplans Nando Melandri versteckten sie sich in einigen Amphoren in der Stadthalle. Bei Einbruch der Dunkelheit gingen sie auf die Loggia des Rathauses und stahlen die für den Palio ausgestellten Gonfanone der Stadtteile. Daraufhin forderten sie von der Stadtverwaltung ein „Lösegeld“ in Form von Lebensmitteln, die an die ärmsten Einwohner Granarolas verteilt werden sollten. Die Forderung wurde angesichts des bevorstehenden Palio erfüllt. Der Kaplan wurde versetzt.

## Denkmäler

Die dem Hl. Johannes geweihte Erzpriesterkirche von Granarolo, vom Platz aus gesehen.

Die Pfarrkirche, die dem Hl. Johannes dem Evangelisten geweiht ist, wurde 1899 anstelle der vorherigen, baufälligen mittelalterlichen Kirche neu errichtet. Sie enthält eine interessante Gruppe von Gemälden aus dem 16. bis 18. Jahrhundert.

## Veranstaltungen und Jahrestage
- Tappeti di segatura (Teppiche aus Sägespänen), die in der Nacht vor dem Fronleichnamsfest (Juni) in den Straßen des Dorfes hergestellt werden
- Nottambula, „das Bierfest“ am Wochenende der Woche nach Ferragosto dauert 4 Tage und endet am Samstag
- Settembre in Festa (Septemberfest) im Oratorium von Granarolo, dauert etwa zwei Wochen von Ende August bis Mitte September
- Das dörfliche Fest der Umwelt und der Jagd, besser bekannt als „Festa del cinghiale“, schließt immer den St. Martinstag am 11. November ein und dauert 6 Tage (November)
- Die „sagra dello spaghetto“ findet zusammen mit dem Karneval im Februar statt und dauert 6 Tage

## Wirtschaft
Die Stadt grenzt an den Naviglio-Kanal, der in Faenza beginnt und bis zum Po di Primaro reicht. Er wurde 1782 eingeweiht und war einst schiffbar. Mit dem Aufkommen neuer Energieformen (industrielle Revolution) wurde er nicht mehr genutzt.
Zwischen 1924 und 1966 gründete und betrieb Eridania Zuccheri eine Fabrik zur Verarbeitung von Zuckerrüben. Das Gebäude beherbergt heute die Generaldirektion eines bekannten Haute-Couture-Unternehmens, das es durch eine feine, aber konservative Renovierung zu dem Wert und der verdienten Schönheit gebracht hat. In den Jahren der Zuckerverarbeitung erlebte der Weiler eine Periode relativen Wohlstands. Heute ist es ein wichtiges Zentrum für das Sammeln und Verarbeiten von Obst.

## Infrastruktur und Transport

### Eisenbahn
Der Bahnhof Granarolo Faentino liegt an der Bahnstrecke Faenza–Ravenna und ist Endstation der Nebenstrecke Granarolo Faentino - Lugo.